# 新城 (纽约州)
新城（New City）是美国纽约州罗克兰县克拉克斯敦镇的一个乡村居民点和普查规定居民点，是纽约都会区的一部分。 作为纽约市的一个富裕的郊区，这个居民点位于城市以北29公里处，离布朗克斯里弗代尔最近。在罗克兰县，新城位于巴多尼亚北部，纳纽埃特东北部，新广场和新亨普斯特德以东，加纳维尔和哈弗斯特罗村以南，康格斯以西直接穿过德福雷斯特湖。 2010年人口普查新城的人口为33,559人，是纽约州人口第14多的CDP/乡村居民点。
新城是罗克兰县的县城，也是罗克兰县人口最多的社区，克拉克斯敦警察局、警长办公室和治安设施的所在地。 市中心区是县内主要的商业区之一。 新城的邮政编码为10956。